# Document públic
Document públic, en l'ordenament jurídic espanyol, és un document lliurat o expedit per un funcionari públic competent amb les solemnitats que la llei demana segons disposa l'art. 1.216 del Codi Civil espanyol. A efectes processals són també documents públics els enumerats a l'article 317 de la Llei d'Enjudiciament Civil

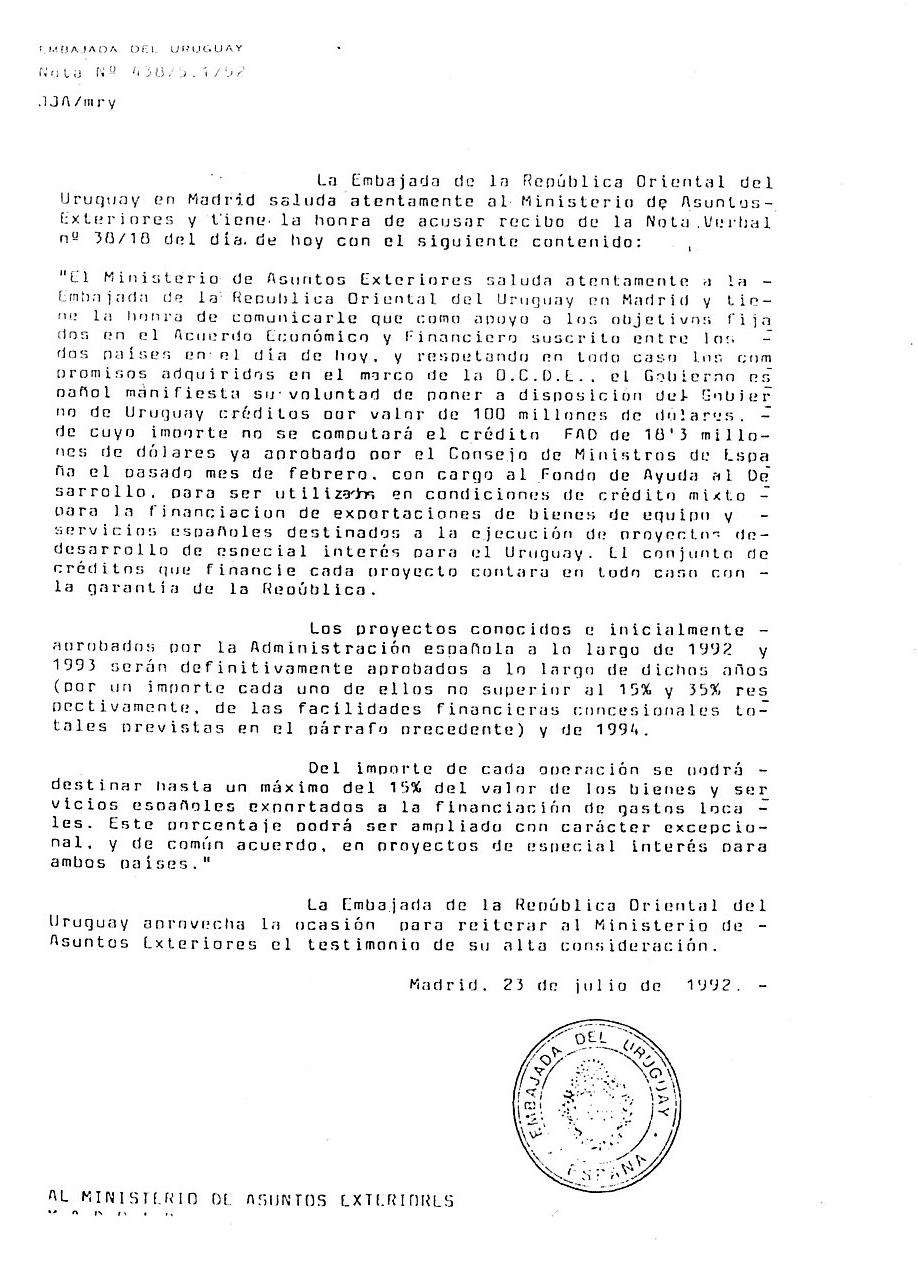
Document Públic del Ministeri de Assumptes Exteriors i de Cooperació d'Espanya.

- Resolucions i diligències judicials i els seus testimonis.

- Els autoritzats per un notari.
- Els intervinguts per Corredors de Comerç i les seves certificacions.
- Les certificacions dels Registradors de la Propietat i Mercantil dels assentaments registrats.
- Els expedits per funcionaris públics amb facultats de donar fe.
- Els que amb referència a arxius i registres de l'Administració pública siguin lliurats per funcionaris facultats per donar fe.

Es formalitza davant d'un notari que en dona fe, algunes de les més freqüents són: hipoteca, compravenda, obra nova, divisió horitzontal, etc.
Els títols inscriptibles en el Registre de propietat ha de constar en document públic. En conseqüència, els títols presentats revestiran una de les formes contingudes en les tres següents classes de documents públics. Primer, el document notarial, en el que s'inclou les escriptures públiques, actes i testimonis. Segon, el document judicial, que són les sentències, actes, providències i manaments.
Per acabar, un document públic també és el document administratiu, dins dels quals caben els decrets, ordres, acords i decisions de qualsevol autoritat de qualsevol de les Administracions Públiques.

## Finalitat
La finalitat d'aquests documents és protegir, mitjançant la constància legalment indiscutible, els interessos de les persones que els subscriuen, però també els de les altres persones que podria afectar, bé directament, bé indirectament.
En uns casos és l'ordenament jurídic el que exigeix que els dits actes, negocis o declaracions es fixen en un document públic; en altres ocasions es fa perquè ho demana alguna de les parts que intervenen en un d'aquests actes, a fi que no hi allí cap dubte sobre la seva validesa.

## Validesa legal
Per a atribuir-los validesa legal, aquests documents necessiten la intervenció d'una tercera part, que són els anomenats fedataris públics. Aquests, de la mateixa manera que els jutges tenen atribuïda la potestat d'impartir justícia, són els encarregats d'atorgar el que s'anomena fe pública, una espècie de poder de certificació oficial amb què es confereix validesa legal davant de tothom de la realització d'aqueix acte o negoci jurídic o d'aquesta declaració de voluntat, de dret o de fet.
Són fedataris públics els notaris, els secretaris judicials, els agents de canvi i borsa i, en el seu àmbit específic, altres funcionaris públics que tenen atribuïda aquesta potestat. També, les persones que duen a terme aquests actes, negocis o declaracions, per exemple, el comprador i el venedor, el qui atorga testament, els qui constitueixen una societat o una hipoteca, etc., se'ls anomena atorgants.  